# Belley
Belley (arpitanisch Bèlê) ist eine französische Stadt mit 9.270 Einwohnern (Stand 1. Januar 2022) im Département Ain in der Region Auvergne-Rhône-Alpes. Sie ist Sitz der Unterpräfektur des Arrondissements Belley und Sitz des Kommunalverbandes Bugey Sud.

## Geografie
Die Stadt Belley liegt am Südwestrand des Jura, etwa in der Mitte des Städtedreiecks Lyon-Genf-Grenoble. Im Westen begrenzt der Furans das Stadtgebiet, östlich der Kernstadt verläuft der Canal de Dérivation du Rhône, eine von der Rhône abzweigende Umleitung des Flusses, die ein Wasserkraftwerk speist.
Zu Belley gehören die Ortsteile Billignin, Les Ecassaz, Coron und Meuillens.

## Geschichte
Belley ist die historische Hauptstadt des Bugey (Pagus Belliceusis); Ende des 10. Jahrhunderts gehörte sie zum Heiligen Römischen Reich, ab dem 11. Jahrhundert stand der Ort unter der Oberhoheit des Grafen von Savoyen. Eine große Rolle spielte zudem der Bischof von Belley. Der nach seinem Tod als Patron von Belley angesehene Bischof Anthelme de Chignin (amtierend von 1163 bis 1178) wurde von Kaiser Friedrich Barbarossa als Reichsfürst anerkannt und stellte sich gegen Humbert III. von Savoyen.
1385 wurde fast die gesamte Stadt durch ein Feuer zerstört. Beim Neubau wurde sie von einer Stadtmauer umgeben. Bereits 1536 bis 1559 annektiert, kam Belley unter König Heinrich IV. durch den Vertrag von Lyon (unterzeichnet 17. Januar 1601) endgültig an Frankreich. Es unterstand der Intendance de Bourgogne, wurde aber Sitz einer königlichen Vogtei (Bailliage). Unter Napoleon I. wurde Belley Unterpräfektur, 1823 wurde der während der Revolution aufgelöste Bischofssitz wiederhergestellt.

### Bevölkerungsentwicklung
| Jahr                       | 1962 | 1968 | 1975 | 1982 | 1990 | 1999 | 2011 | 2020 |
| Einwohner                  | 5958 | 7049 | 7583 | 7981 | 7807 | 8004 | 8761 | 9207 |
| Quellen: Cassini und INSEE |      |      |      |      |      |      |      |      |

## Sehenswürdigkeiten
- Kathedrale Saint-Jean Baptiste
- ehemaliges Rathaus
- ehemalige Klöster (Abtei Les Cordeliers, Kloster der Bernhardiner, Kloster Les Dames Bons)
- Schalenstein von Magnieu im Jardin Jean-Pierre Camus am Bischofspalast von Belley (Monument historique)

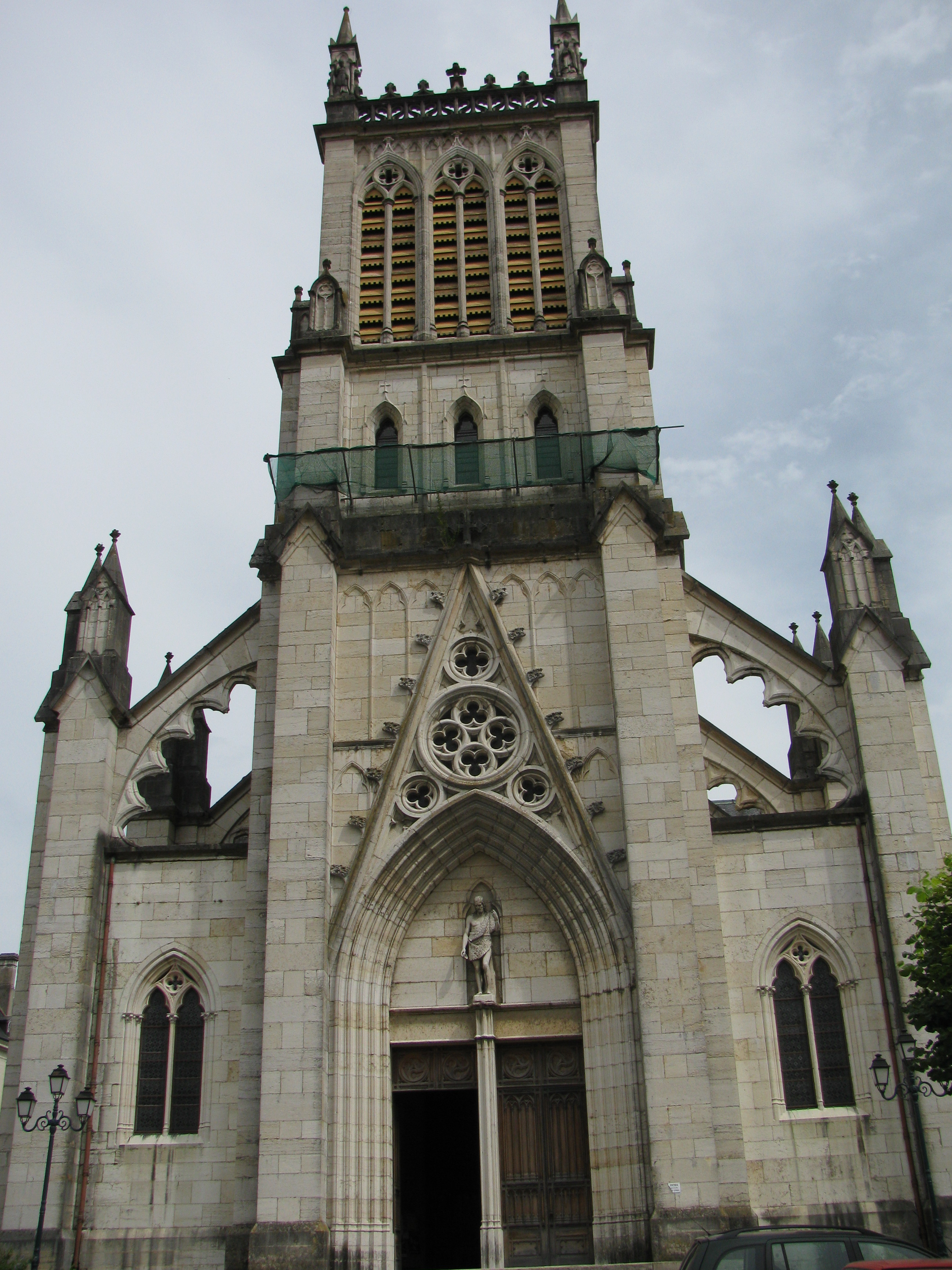
Kathedrale Belley
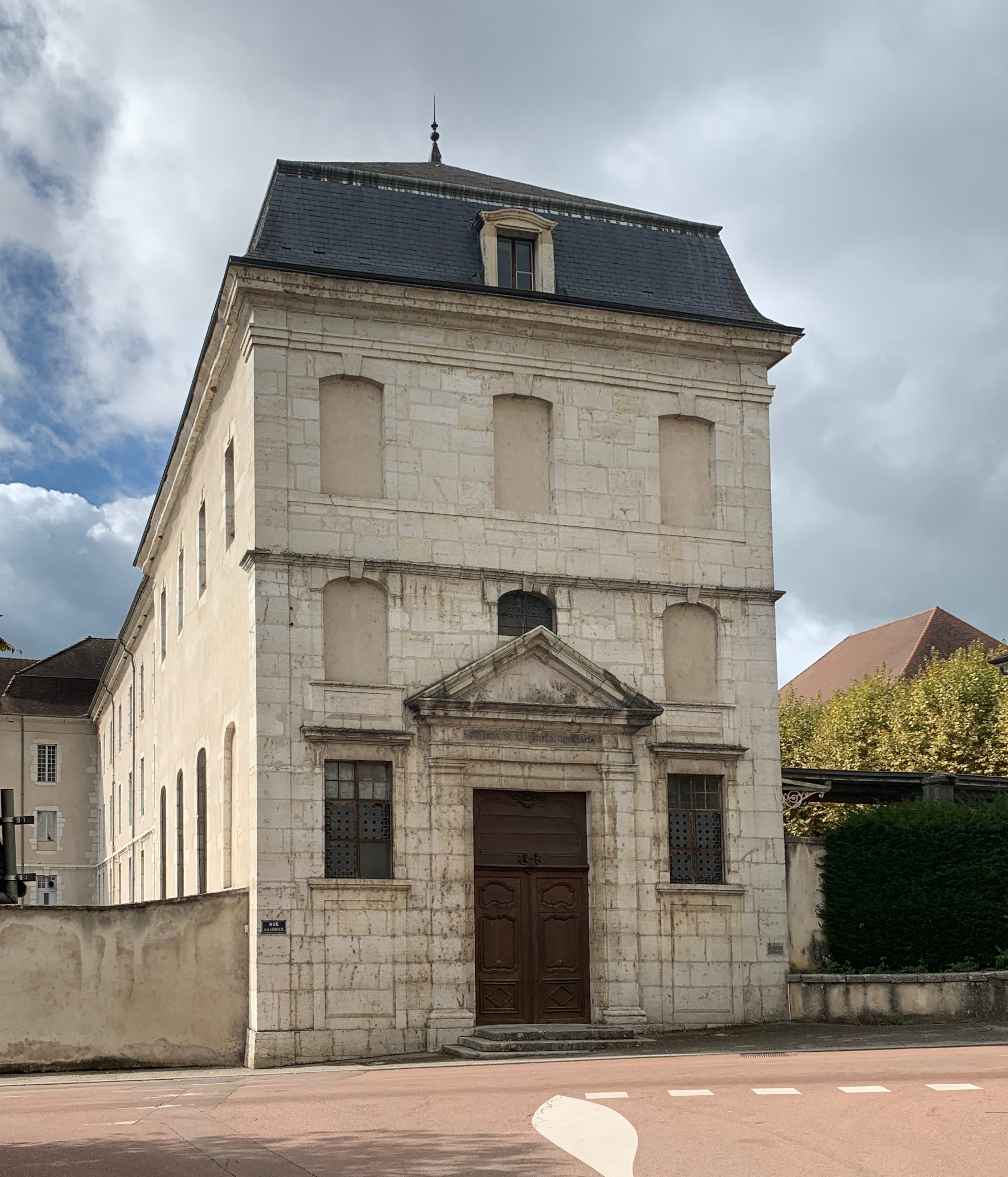
Kapelle der Institution Lamartine
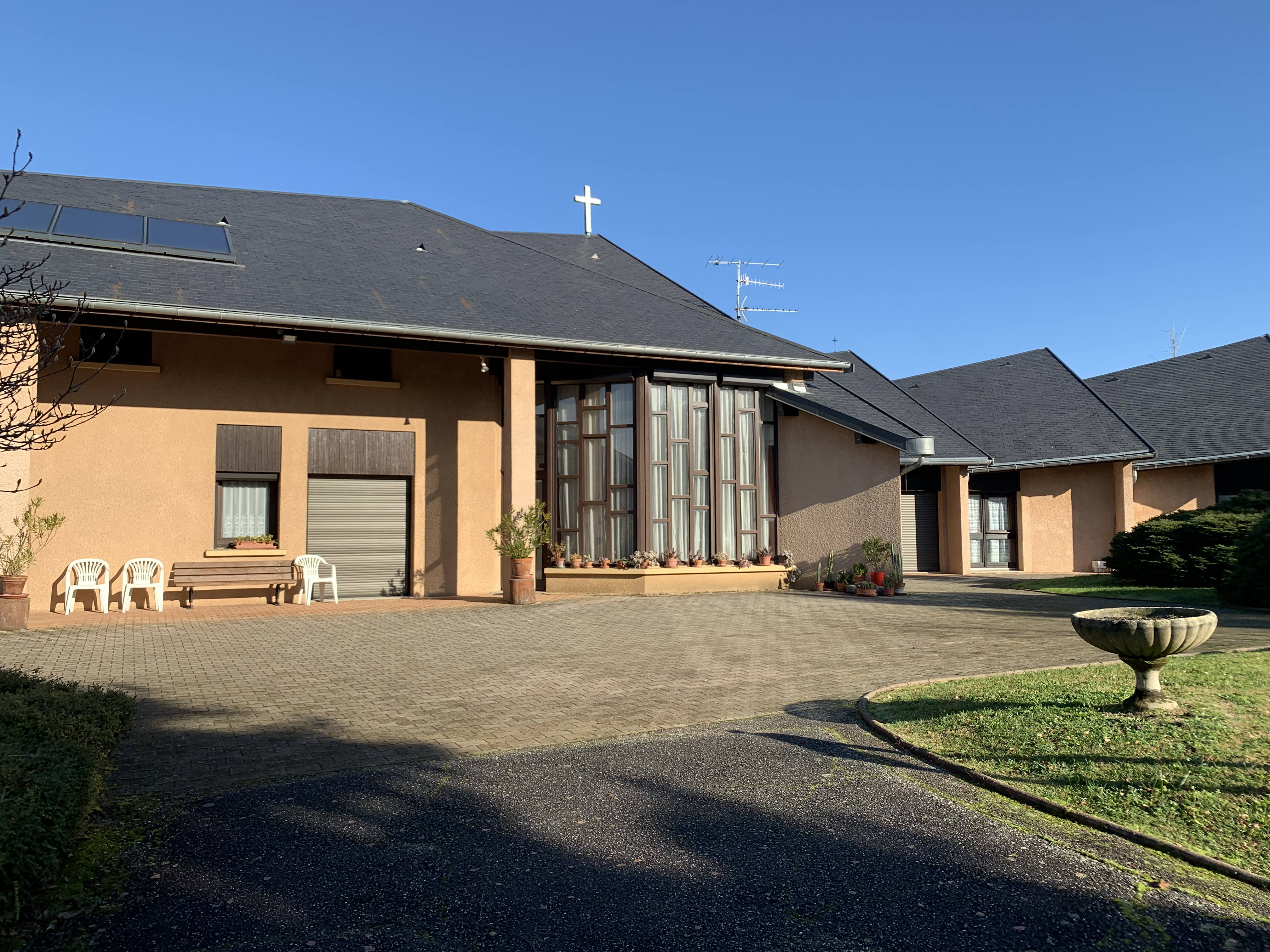
Kapelle der Heiligen Familie
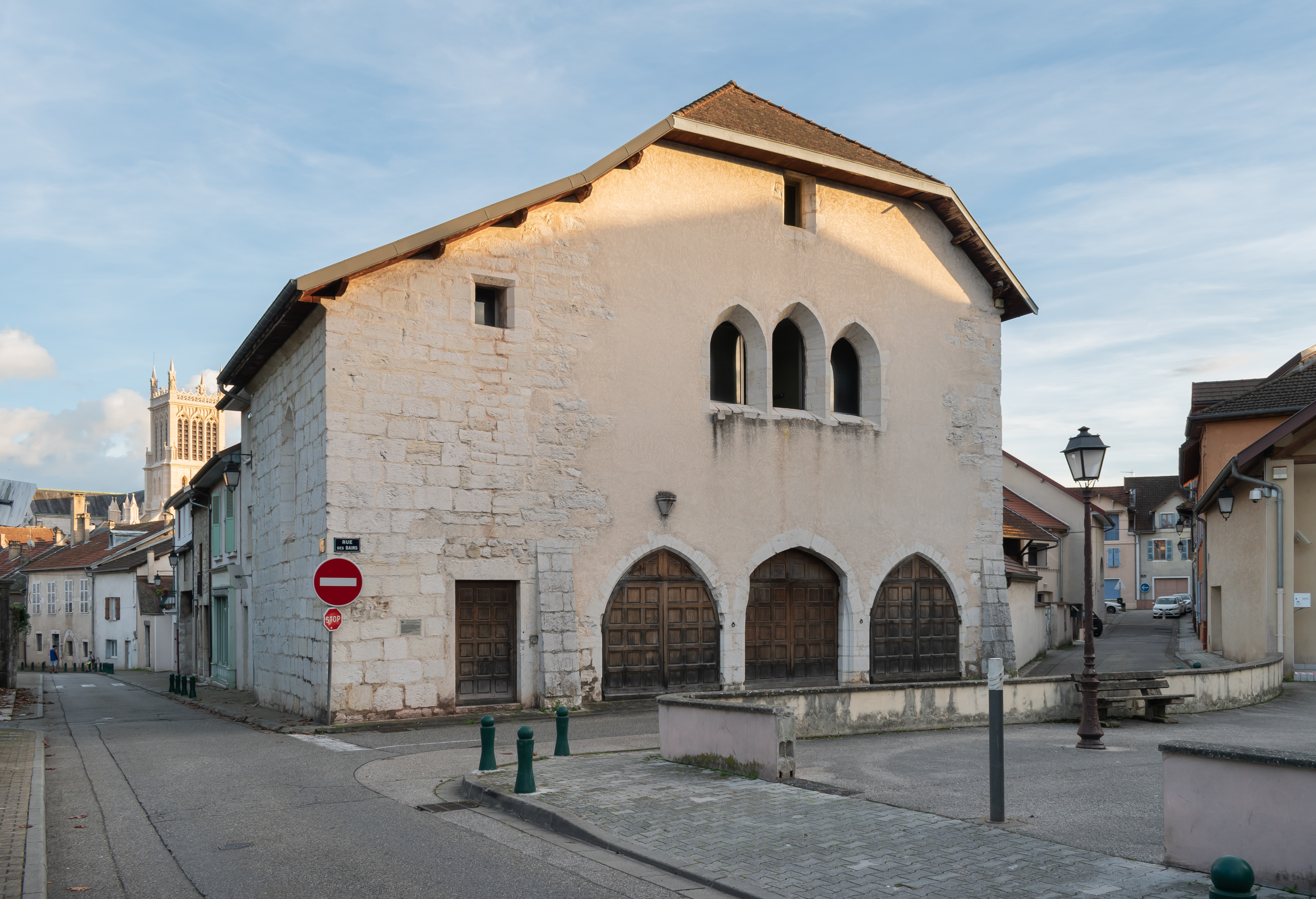
Kapelle der ehemaligen Abtei Les Cordeliers
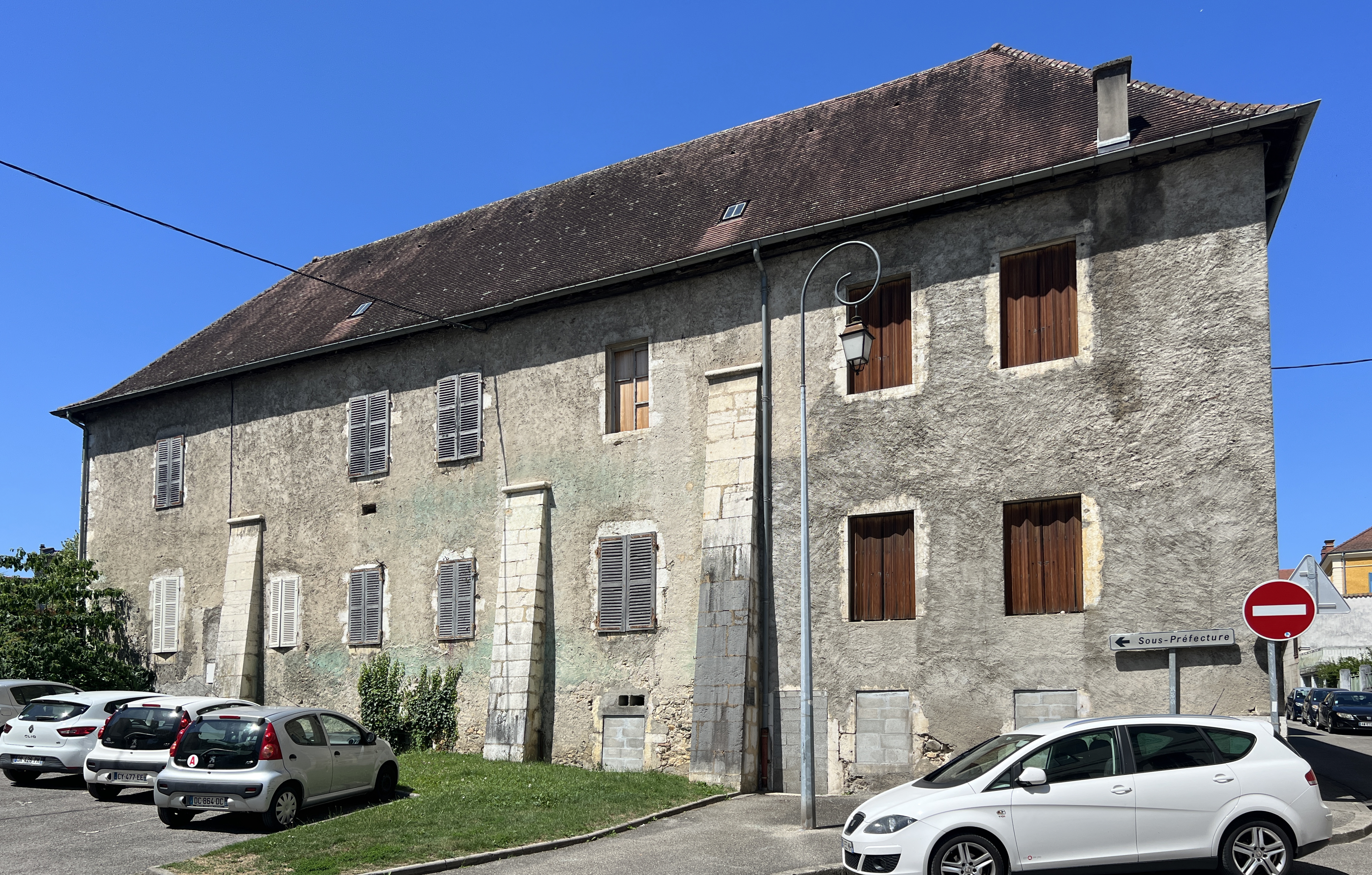
Ehemaliges Kloster der Bernhardiner
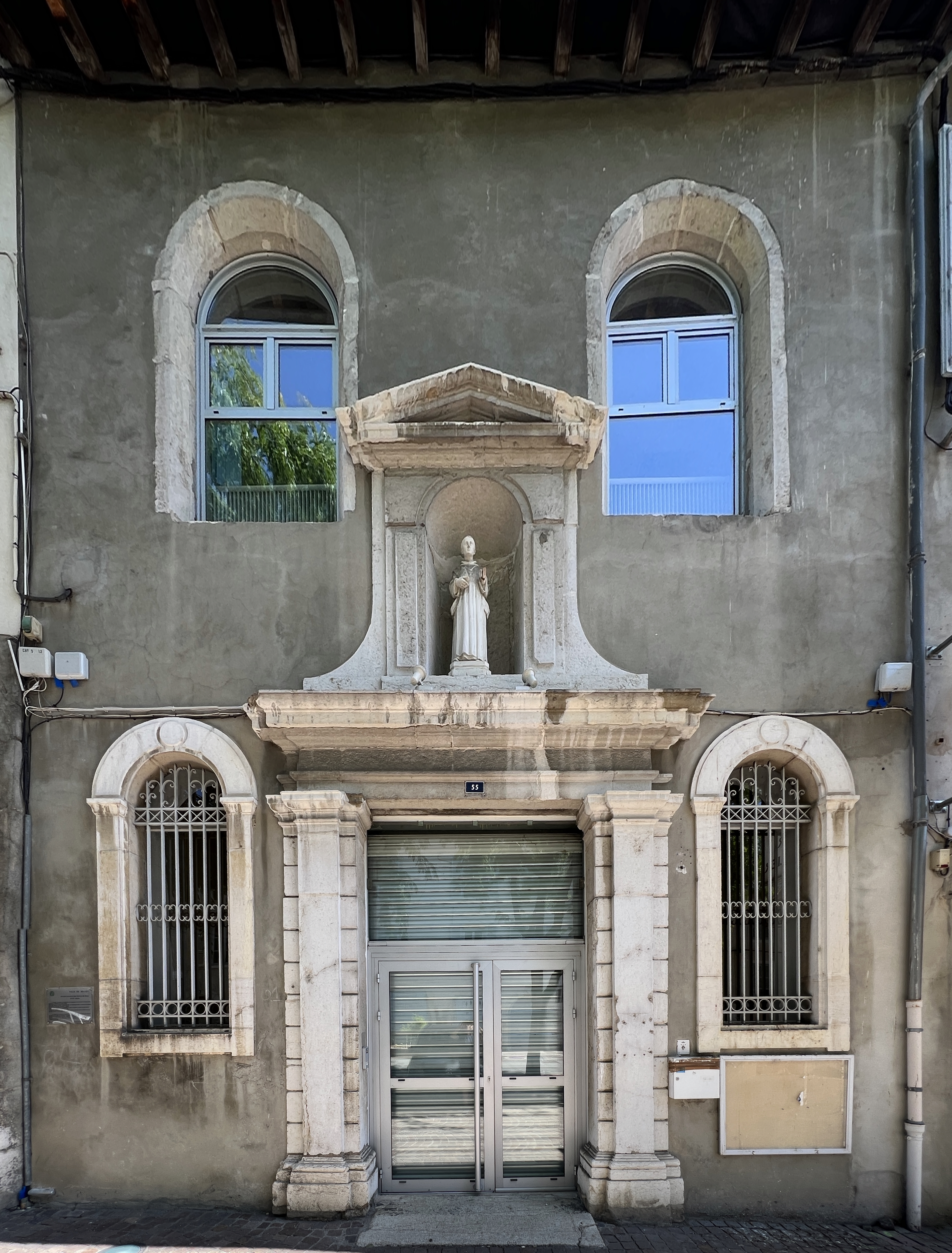
Ehemaliges Kloster Les Dames Bons
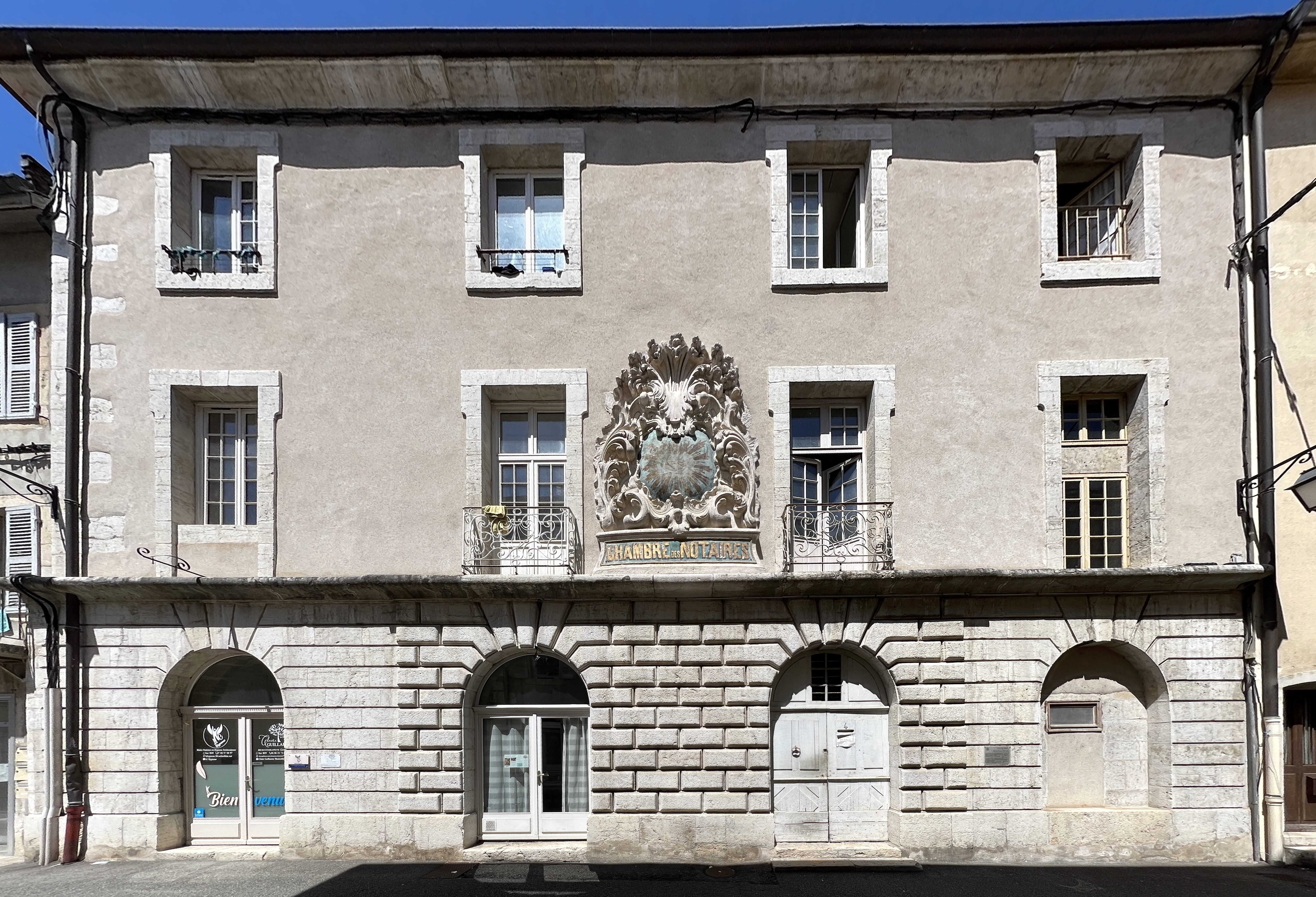
Ehemaliges Rathaus
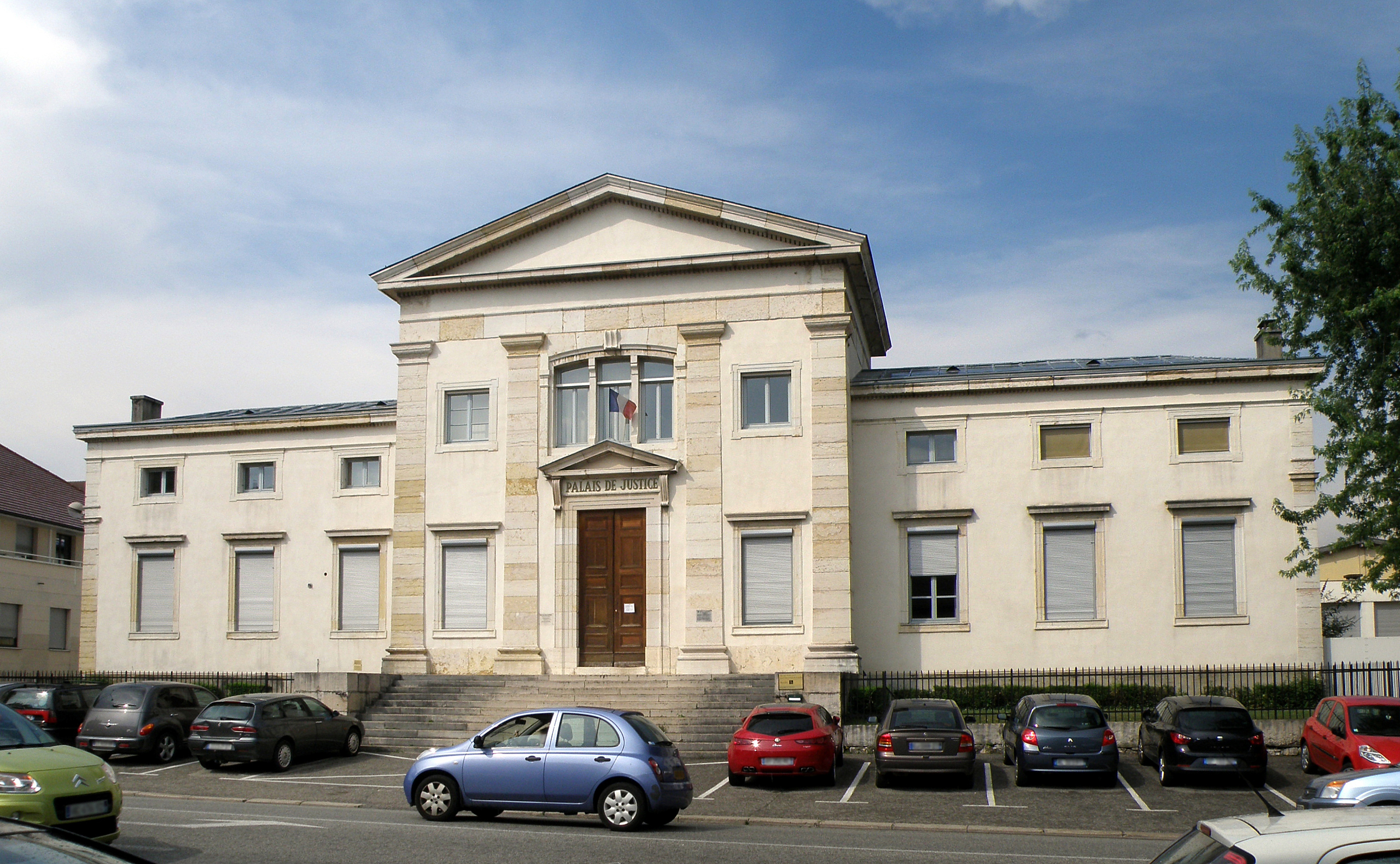
Justizpalast

## Persönlichkeiten
Geboren in Belley:
- Jean Anthelme Brillat-Savarin (1755–1826), Schriftsteller
- Benoît Prosper Sibuet (1773–1813), napoleonischer General
- Joseph Récamier (1774–1852), Mediziner
- Georges Belmont (1909–2008), Schriftsteller, Journalist und Literaturübersetzer
- Charles Millon (* 1945), Politiker
- Sandrine Bailly (* 1979), Sportlerin
- Pierre-Alexis Pessonneaux (* 1987), Sprinter

- Der Dichter Alphonse de Lamartine (1790–1869) absolvierte einen Teil seiner Schulzeit in Belley